# Villa Friedrich Lohmann sen.

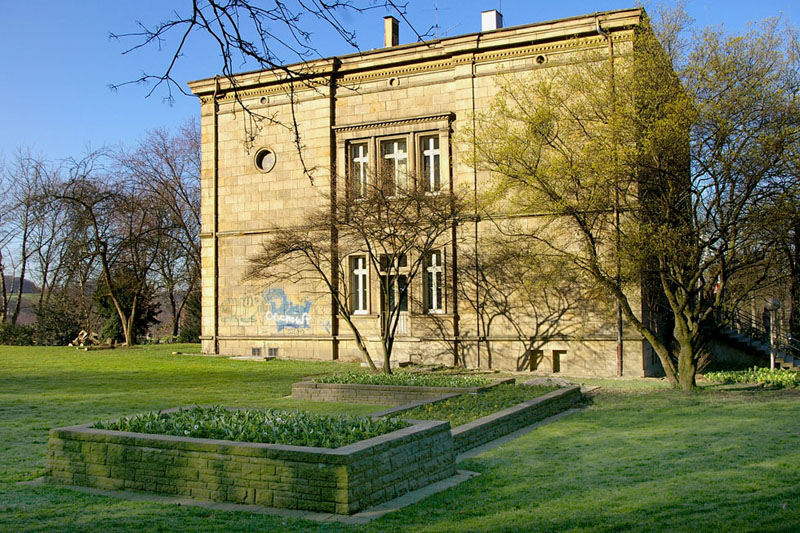
Parkseite, 2007

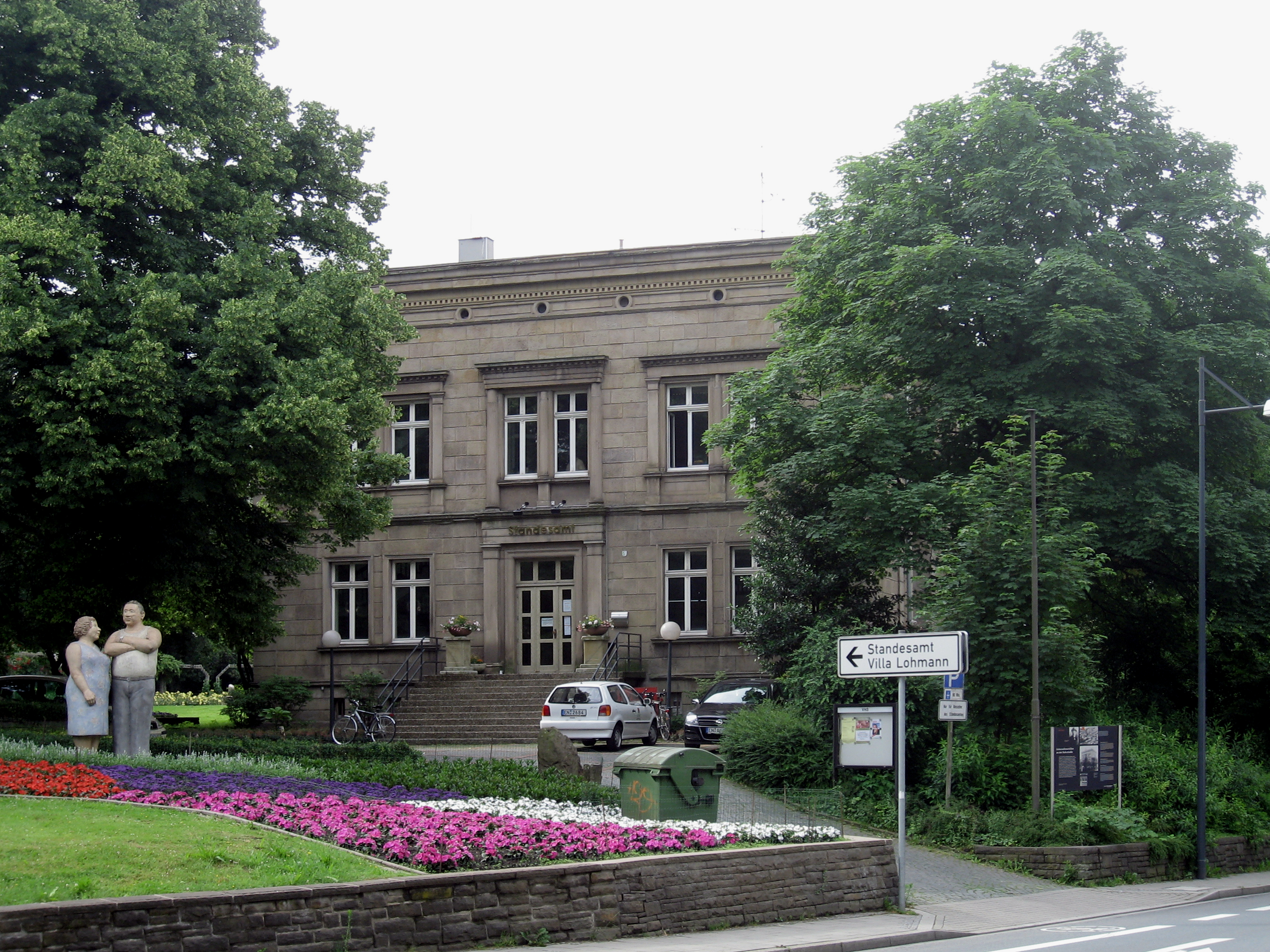
Front der Villa

Die Villa Friedrich Lohmann senior ist eine der restaurierten Unternehmervillen an der Ruhrstraße in Witten.
Es liegt im Park des von der Familie Lohmann als Fabrik und Wohnhaus genutzten Hauses Witten, das im Zweiten Weltkrieg zerstört und 1962 nur teilweise wiederhergestellt wurde. Die Villa war im Besitz Carl Lohmanns (* 1803, † 1848), nach dessen Tod Eigentum seines Neffen Friedrich Lohmann sen. (* 1810, † 1893) und später Eigentum der Stadt Witten. Die Villa wurde vom Standesamt und der Volkshochschule Witten genutzt, bis die Stadt Witten sie im Jahr 2011 verkaufte.
Die Villa liegt im Stadtpark Witten, an dessen Rand sich auch das Erbbegräbnis der Industriellenfamilie Lohmann befindet. Das Haus ist Teil der Route der Industriekultur.